# مالكولم هونلاين
‘

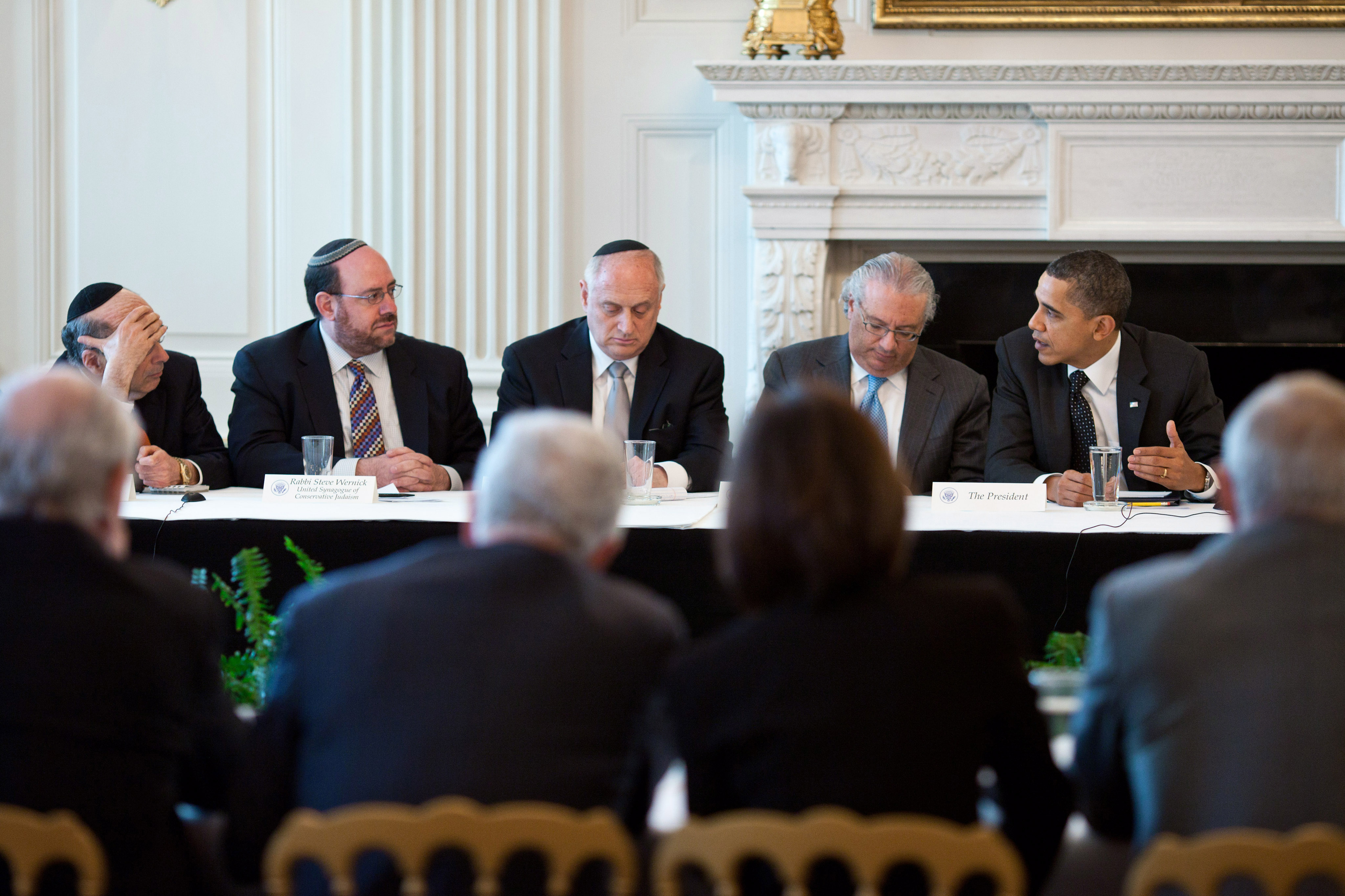
باراك أوبباما في اجتماع مع مؤتمر رؤساء التنظيمات الأميركية اليهودية الرئيسية

مالكولم هوين لين Malcolm Hoenlein سياسي أمريكي يترأس مؤتمر رؤساء التنظيمات الأميركية اليهودية الرئيسية .‘‘‘‘‘‘

## أوسمة
- الوسام.العلوي من درجة ضابط كبير (2014).[8]

## وصلات خارجية
- Malcolm Hoenlein Video Gallery
- Allison Hoffman, "King without a Crown", Tablet Magazine
- Malcolm Hoenlein - united we stand By Aliza Davidovit
- Malcolm Hoenlein on L'Chayim, Shalom TV  [لغات أخرى]‏
- Guide to the Greater New York Conference on Soviet Jewry collection at the American Jewish Historical Society.